# جابر (كوخرد)
 جابر بكسر الباء والراء، قرية زراعية عامرة ملاصقة لبادية كوخرد الجنوبية، تابعة لناحية كوخرد  (بالفارسية: بخش كوخرد)  من توابع مدينة بستك في محافظة هرمزگان في جنوب إيران.

## حدود جابر
من الشمال: نهر مهران، ومن الجنوب هضبة جابر، وسلسلة جبال الجنوب المسمى بــ« کوه زیر »، ومن  الغرب قرية كلكادي، ومن الشرق تنتهي بـقرية باغ زرد.

## سبب التسمية
سبب التسمية: قيل رحا جابر: منسوب إلى رجل اسمه جابر كان يقطن في تلك المنطقة، قيل أيضاً انه كان يملك « رحا » أي (الطاحونة) جمع:(الطواحين)، وكان يطحن البر والشعير للناس. والرحا: يتكون من قطعتين احداهما توضع على الأرض والأخرى توضع عليها، وهما صخرتان مستديرتان وتطحن بهما البر والشعير والجبوب.

## الزراعة في جابر
وجابر ضيعة زراعية تقع في شمال هضبة جابر، بها سهول واسعة، بها مزارع نخيل، وآبار عذبة، وبيوت قديمة مبنية من الطين المسلح بالتبن، ويوجد بها بعض الأشجار  الضخمة كالسدر، والغاف، والسمر والجز، وجابر اشتهرت بكثرت المزروعات وأشجار النخيل، ومنها يحمل في الوقت الحاضر التمر ومشتقاته إلى  كوخرد. كذلك بها بركتان لحفظ مياه الأمطار، وبعض الآبار الارتوازية القديمة.